# فيكتور مارغريت
فيكتور مارغريت (بالفرنسية: Victor Margueritte)‏ ‏(1 ديسمبر 1866 - 23 مارس 1942) هو روائي وكاتب فرنسي، وهو شقيق الكاتب بول مارغريت وابن الجنرال الفرنسي جان أوغست مارغريت. ولد فيكتور وأخاه في الجزائر بحكم عمل والده في الجزائر كقائد عسكري. ويرتبط اسم فكتور مع أخاه بول في كثير من الأعمال، وذلك بسبب تعاونهما معاً.

## حياته ونشأته
تأثر فيكتور كثيراً بعمل والده كقائد عسكري في الجزائر، مما حفزه لدخول فوج والده الصيادون الأفارقة "Chasseurs d'Afrique" في عام 1888، وبقي مجنداً في الجيش حتى عام 1896. اشتهر فيكتور ببعض كتب الشعر وترجمته لبعض الكتب المشهورة، كما كتب العديد من المسرحيات تشارك ببعضها مع أخوه بول. وفي عام 1922 كتب روايته المثيرة للجدل La Garçonne، والتي تسببت بفقدانه لوسام جوقة الشرف.

## روابط خارجية
- فيكتور مارغريت على موقع IMDb (الإنجليزية)
- فيكتور مارغريت على موقع ميوزك برينز (الإنجليزية)
- فيكتور مارغريت على موقع قاعدة بيانات الفيلم (الإنجليزية)